# سفادکس
سِفادِکس (Sephadex) یک رزین ژل‌فیلتراسیون است که از ایجاد اتصالات عرضی بین زنجیره‌های دکستران توسط اپی‌کلروهیدرین شکل می‌گیرد.  از سفادکس در کروماتوگرافی تعویض یونی نیز استفاده می‌شود. 